# Hogar dulce hogar
Hogar dulce hogar es una serie de televisión de comedia situacional mexicana, producida por Humberto Navarro. Fue transmitida entre 1974 y 1984, a través del Canal de las Estrellas.

## Argumento
La serie trata acerca de los líos cotidianos entre un matrimonio conformado por el bonachón Sergio y la autoritaria Lucha ya que Pepe, el enérgico vecino y amigo de la pareja, trata por todos los medios de convencerlo de que no sea tan blandengue con ella aunque, paralelamente a esto, Lucha también le hace lo mismo con Juanita, la ingenua esposa de Pepe, para que esta no sea tan sumisa con su cónyuge, creando así diversos malentendidos entre las -ya difíciles de por sí- relaciones de marido y mujer, y las divertidas situaciones que esto conlleva.

## Reparto
- Sergio Corona (1974-1982) ... Sergio
- Luz María Aguilar (1974-1982) ... Lucha
- José Gálvez (1974-1978) ... Pepe
- Begoña Palacios (1974-1978/1984) ... Juanita
- Manuel "Flaco" Ibáñez (1980-1982) ... Manuel
- Janet Arceo (1980-1982) ... Janet
- María Luisa Alcalá
- Jorge Ortiz de Pinedo ... Beto
- Nubia Martí
- César Bono (1982-1984) ... César
- Xóchitl Vigil (1982-1984) ... Xóchitl
- María Rosa Bono (1982-1984) ... María Rosa
- María del Sol Bono (1984)
- Sergio Bustamante (1982-1984) ... Sergio
- Leonorilda Ochoa (1982-1984) ... Leonor
- Lázara (1978-1982) ... Lola
- Claudia Ivette Castañeda (1978-1982)
- Cuauthli (1978-1982)
- Lupita Pallás (1982-1983)
- Kippy Casados (1983-1984) ... Teresa
- Chela Nájera (1982-1983) ... Chela
- Olga Millán (1982-1983) ... Miriam
- Yula Pozo ... Eufemia
- Grace Renat ... Rita
- Miguel Ángel Fuentes